# Отношения между Русия и САЩ

## Предистория
Официалните контакти между Руската империя и Съединените американски щати започват през 1776 г. Русия, макар и формално неутрална по време на Американската революция (1765 – 1783), подкрепя САЩ.
От 1922 до 1991 г., Русия е най-голямата част от Съветския съюз. През втората половина на 20 век Съединените щати и Съветският съюз (известен също като СССР) са основните действащи лица в Студената война за глобално господство. Тази война е в най-широкия смисъл борба между комунистическите и капиталистическите форми на икономика и социална организация.

## Студена война
По време на Студената война Съветският съюз и Съединените щати са главните участници в конфронтацията между НАТО и Варшавския договор. След разпадането на Съветския съюз през 1991 г. отношенията между Русия и САЩ претърпяват съществени промени. И двете страни публично определят връзката си като „стратегическо партньорство“.
По това време икономическа мощ позволява на САЩ да оказват силно влияние върху политиката на международните финансови институции, Руската федерация силно зависи от тяхната финансова помощ. На Международния валутен фонд (МВФ), например, в САЩ е 17,49% от общия брой гласове, като се има предвид, че Русия има само 2,76% от общия брой гласове. Нито една държава не дарява повече ресурси за МВФ, отколкото САЩ, и нито една държава не получава повече резервни активи от МВФ както Русия. Ситуацията се повтаря в Световната банка: броят на гласовете се разпределя според количеството на вноските. Като такива, САЩ контролира 16,95% от общия брой гласове, докато Русия контролира само 2,8%.

## Втора световна война
Преди да влезе във Втората световна война, Съединените щати оказват подкрепа на Съветския съюз и други страни, давайки милиони долари за оръжия в борбата им срещу нацистка Германия. Двете страни стават съюзници в освобождението на Европа.
Отношенията със САЩ са основна грижа на съветската и руската външна политика след Втората световна война. Решаващ фактор за отношенията е взаимната ядрена заплаха, която възниква през 50-те години. Тогава Съветския съюз разработва първия си ядрен план и стратегия. Ядрената заплаха и свързаните с тях последствия за „взаимно гарантираното унищожение“ създават напрежение за останалата част от света. През 1972 г. е сключено споразумение, водещо до разведряване и намаляване на напрежението, които се наблюдават между Великите сили през по-голямата част на 70-те години, до декември 1979 г.
Началото на 1980 г. е времето на напрегнати отношения и конфронтации. Съветската окупация на Афганистан, търговското и културно ембарго от САЩ и бойкота от страна на САЩ на летните олимпийски игри в Москва са само част от проблемите на това време. В Европа суперсилите публично разменят заплахи и предприемат заплашителни действия, като разполагането на съвременни ядрени оръжия. Няколко събития от 1983 г. – свалянето на южнокорейски граждански самолет от съветските военновъздушни сили, американската инвазия на карибския остров Гренада, за да премахне марксисткия режим и други, съхраняват двустранното напрежение.
До средата на 1980-те години, Съветския съюз възобновява преговорите и намалява стратегическите въоръжения. През този период, съветското ръководство претърпява голяма промяна от Леонид Брежнев към Михаил Горбачов, който става генерален секретар през март 1985 г. Присъединяването на Горбачов в крайна сметка слага край на периода на съветската пропаганда срещу президента на САЩ Роналд Рейгън, когото Русия обвинява за удължаване на напрежението от Студената война, тъй като твърдо заявява своите антикомунистически позиции.
През 1985 г. Рейгън и Горбачов започват поредица от годишни срещи, които водят до културни споразумения за обмен и подписването на Договорът за ядрените сили със среден обхват през 1987 г.
В началото на 1990-те години Русия води преговори със Съединените щати за продължаване статута си като велика сила и ядрена суперсила. Президентите Горбачов и Джордж H. Буш обявяват Съединените щати и Русия за стратегически партньори на срещата на върха, състояла се през юли 1991 г. И решително отбелязват края на Студената война. Президента Буш заявява, че Съединените щати и Съветския съюз са изградили сътрудничество по време на кризата в Персийския залив 1990 – 91 г. и са положили основите на партньорство в решаването на двустранни и световни проблеми. За Русия, по-близките отношения от началото на 1990 г. включват развитието на широк спектър от дейности, включително туризъм и образователен обмен, проучване на институции и процеси на Съединените щати, за да ги адаптира към страната си.
В сътрудничеството си със САЩ за стратегическите въоръжения за контрол, Русия заявява, че е наследник на Съветския съюз в поемането на задълженията на START, който е подписан през юли 1991 г. Върховния съвет ратифицира този договор през ноември 1992 г. Президентите Буш и Елцин подписват на втора среща Договора за съкращаване на стратегическите оръжия (START II) през януари 1993 г. САЩ ратифицира този договор през януари 1996 г.
През 1993 г., руското министерство на външните работи издава критични изявления за действията и политиките на САЩ. Някои наблюдатели на Съединените членки ги тълкуват като част от по-изявена руска външна политика, която настоява за защита руските интереси. Други наблюдатели виждат тези изявления предимно като реторика, предназначена да успокоява критиците на руската външна политика в парламента и на други места.
Удар за американско-руските отношения през 1994 г. е арестът на Олдрич Еймс, дългогодишен съветски и руски шпионин.
Тези събития поставят под въпрос ангажимента на Русия за двустранното сътрудничество и стабилност. Въпреки това, много елементи на двустранното сътрудничество, включително повечето програми на САЩ за помощ, продължават и след 1995 г.
През септември 1993 г. Конгреса на САЩ одобрява $2,5 млрд. в помощ на Русия. През годините сумата е намаляла до по-малко от $600 млн. до 1996 г. Съединените щати критикуват поведението на Русия в ядрените енергийни споразумения с Иран.

## Елцин и Буш на срещата на върха
Преди разпадането на Съветския съюз, президентът Буш се срещна с Борис Елцин през 1990 г., когато Елцин още е председател на Руския Върховния съвет, и отново през юли 1991 г., веднага след избирането на Елцин като президент на Русия. След разпадането на Съветския съюз, Елцин се срещна с Буш във Вашингтон през юни 1992 г. Двамата лидери се споразумяват за много от условията на START II, и за съвместна сесия на Конгреса на Съединените щати. В окончателната среща на Буш с Елцин през януари 1993 г. е подписано споразумение.
Администрацията на Уилям Дж. Клинтън, която встъпва в длъжност през януари 1993 г., се застъпва за по-съгласувани действия от страна на САЩ за подпомагане на Русия и прехода към демокрация и пазарна икономика. Основата на тази политика е, че тези преходи осигуряват сигурност на интересите, правата на човека и пазарната икономика на САЩ.
Във Ванкувър през април 1993 г. е първата официална среща между Елцин и Клинтън, на която се обсъждат Американско-руското сътрудничество и редица други въпроси.
Важно решение от срещата във Ванкувър е създаването на Гор-Черномирдин комитет, начело с вицепрезидента Албърт Гор и министър-председателя Виктор Черномирдин с цел подбряване на двустранните споразумения в посока енергетика и технологии. Между 1993 г. и началото на 1996 г., двамата мъже се срещат шест пъти, всеки път с разширен дневен ред. До 1996 г. Комисията е форум за създаване на съвместни усилия по теми, вариращи от продажбата на сибирски дървен материал за доставка на ваксини срещу дифтерия до ваксина на селските райони на Русия.
Като се има предвид, че срещата на върха във Ванкувър подчертава икономическата помощ за Русия, на срещата в Москва на януари 1994 г. се очертават въпросите за контрола над въоръженията. Срещата на върха подрежда лидерите САЩ, Русия и Украйна и урежда ангажимента на Украйна да се откаже от всички ядрени оръжия на нейна територия. Тристранна ядрена среща също така ангажира Русия и Съединените щати да предоставят „ядрени сили“ на Беларус, Казахстан и Украйна, с гаранции за сигурност в замяна на даване на уран в ядрени оръжия, разположени на тяхна територия.
Три въпроса доминират на срещата на Клинтън и Елцин, проведена в Москва през май 1995 г. – разширяване на НАТО, продажба на руските ядрени реактори на Иран, както и конфликта в Чечения. Независимо от различията им по ключови въпроси, Клинтън и Елцин обещават да продължат отношенията на сътрудничество.
Срещата на върха на октомври 1995 г., проведена в Хайд Парк, Ню Йорк, продължава предишния акцент върху най-спорните въпроси на двустранните отношения. Сред тях са руските ядрени продажби на Куба и Иран, възраженията срещу разширяването на НАТО в Централна Европа и плановете на САЩ да изгради балистична система за противоракетна отбрана.
Съвместна декларация на нови отношения между Съединените щати и Русия (24 май 2002 г.)
Въз основа на 13 ноември 2001 г. Съвместна декларация относно нови отношения между САЩ и Русия пое по пътя на нови отношения за двадесет и първи век, и се ангажира да развива отношения, въз основа на приятелство, сътрудничество, общи ценности, доверие, откритост и предсказуемост.
Ерата, в която Съединените щати и Русия се виждаха като врагове или стратегическа заплаха е приключила. Те вече се определят като партньори и работят в сътрудничество за напредъка на стабилността, сигурността и икономическата интеграция, както и за противопоставяне на глобалните предизвикателства и решаване на регионални конфликти.
Двете страни зачитат основните ценности на демокрацията, човешките права, свободата на словото и свобода на медиите, толерантността, върховенството на закона и икономически възможности.
По-нататъшното развитие на американско-руските отношения и укрепване на взаимното разбирателство и доверие почива също и на разрастваща се мрежа от връзки между двете общества и народи. Създават се условия за нарастване икономическите взаимодействия между бизнес общностите на двете страни и културните контакти и обмени.

## Политическо сътрудничество
Съединените щати и Русия действат като партньори и приятели за посрещане на новите предизвикателства на 21 век. Това е декларирано в Съвместната декларация от 21 октомври 2001 г., която определя двете страни като съюзници в глобалната борба срещу международния тероризъм.
Съединените щати и Русия си сътрудничат, за да се подкрепят усилията на афганистанския народ да превърне Афганистан в една стабилна, жизнеспособна нация в мир със себе си и своите съседи. Сътрудничеството е на двустранна основа и чрез него се цели разрешаването на регионални конфликти, включително и тези в Абхазия и Нагорни Карабах, и на приднестровския въпрос в Молдова. САЩ и Русия силно насърчават президентите на Азербайджан и Армения да проявят гъвкавост и конструктивен подход към решаването на конфликта за Нагорни Карабах.
Като съвносители на близкоизточния мирен процес, Съединените щати и Русия оказват съвместни и паралелни усилия, включително в рамките на „Квартета“, за преодоляване на настоящата криза в Близкия изток, за да се подновят преговорите, и за насърчаване на споразумението.

## Икономическо сътрудничество
Съединените щати и Русия смятат, че успешното национално развитие през 21 век изисква спазване на дисциплина и практики на свободния пазар.
Съединените щати и Русия се стремят да се възползват от потенциала на световната търговия за разширяване на икономическите връзки между двете страни, и по-нататъшно интегриране на Русия в световната икономика като водещ участник, с пълни права и отговорности, в съответствие с правилото на закона, в световната икономическа система.

## Засилване на контактите между хората
Най-голямата сила на едно общество е творческата енергия на гражданите. САЩ и Русия приветстват драматичното разширяване на контактите между американците и руснаците през последните десет години в много области, включително съвместни усилия за решаване на общи проблеми в областта на образованието, здравеопазването, науката и околната среда.

## Предотвратяване на разпространението на оръжия за масово унищожение
Съединените щати и Русия засилват съвместните си усилия, за да се изправят срещу новите глобални предизвикателства на двадесет и първи век, включително борбата с тясно свързани заплахите на международния тероризъм и разпространението на оръжия за масово унищожение и техните средства за доставка. Те вярваме, че международния тероризъм представлява особена заплаха за международната стабилност, както е показано още веднъж от трагичните събития от 11 септември 2001 г. Наложително е всички народи по света да си сътрудничат за борбата с тази заплаха.

## Представителствата на Путин и Буш
По време на председателствата на Владимир Путин и Джордж У. Буш, САЩ и Русия започнаха да имат по-сериозни разногласия. При управлението на Путин, Русия стана по-настоятелна в международните отношения, отколкото тя е била при неговите предшественици.
През 2002 г. Буш оттегли САЩ от Договора за противоракетната отбрана. Путин нарече решението грешка. Русия силно се противопоставя на американската инвазия в Ирак от 2003 г.
По това време в Москва се носят обвинения в използването на природните ресурси на газ за изнудване на съседните страни като Украйна и Грузия.
На 16 октомври 2007 г., Владимир Путин посещава Иран, за да се обсъди помощта от страна на Русия, която настоява, че използването на сила е неприемливо.
На 14 февруари 2008 г., Владимир Путин отново обявява, че Русия може да пренасочи част от ракетите си към системата за противоракетна отбрана и твърди, че „Ако се окаже... ще бъдат принудени да реагират адекватно – ние ще трябва да пренасочим част от нашите системи срещу тези ракети.“
На 8 юли 2008 г. Русия обяви, че ако американският противоракетен щит е разположен в близост до руската граница, те ще реагират във военно отношение. Късно същия ден, посланикът на Русия в ООН Виталий Чуркин заяви, че „военно-технически средства“ не означава военни действия, но по-вероятно е промяна в стратегическата позиция на Русия, може би чрез пренасочване на своите ракети.

## Отношенията на Барак Обама и Дмитрий Медведев
Въпреки обтегнатите американско-руските отношения по време на администрацията на Буш, руският президент Дмитрий Медведев и американския Барак Обама се стига до топъл тон. На срещата на върха на Г-20 за 2009 г. в Лондон имат съвместно изявление, което обещава „ново начало“ в отношенията между САЩ и Русия.
През март 2009 г., държавният секретар на САЩ Хилари Клинтън и нейния руски колега Сергей Лавров символично натиснаха бутона „Reset“.
В началото на юли 2009 г. Обама посети Москва, където се срещна с президента Медведев и премиера Путин. Говорейки в Новото икономическо училище, Обама заяви на голямо събитие, че „Америка иска силна, мирна и просперираща Русия. Тази вяра се корени в нашето уважение към руския народ и една обща история между нашите народи, която излиза извън конкуренцията.“
На 24 март 2010 г. Съединените щати и Русия постигнаха споразумение за намаляване на техните запаси от ядрени оръжия. Следва нов договор за съкращаване на ядрените оръжия (нар. Нов СТАРТ), подписан от президента Обама и президента Медведев на 8 април 2010 г. в Прага.
През 2010 г. беше отчетено, че „сближаването“ с Русия е едно от най-големите чуждестранни постижения на политиката на президентството на Барак Обама. Подходът на Обама към Русия е описан като „прагматичен“ и „той отказва да държи Русия като враг“.
По време на посещение в Москва през март 2011 г. вицепрезидентът на САЩ Джо Байдън потвърди подкрепата на Вашингтон за присъединяването на Русия към Световната търговска организация, а също така се срещна с водещите руски лидери в областта на правата на човека и опозицията, където той съобщи, че би било по-добре за Русия, ако Путин не се кандидатира за преизбиране през 2012 г.
Президентът Обама и неговата администрация се опитват да се ангажират към руското правителство за преследване целите на външната политика от общ интерес – печеливша за американските и руските хора. Успоредно с този ангажимент с руското правителство, президентът Обама и неговата администрация също се ангажират директно с руското общество, като се даде възможност за по-свободни контакти между американски и руски бизнес лидери, организации на гражданското общество, и студенти – като начин за насърчаване на икономическите интереси и засилване на взаимното разбирателство между двете нации.
В началото на масовите протести, започнали в Русия след парламентарните избори в началото на декември 2011 г., премиерът Владимир Путин обвини Съединените щати в намеса и подбуждане на размирици, като специално заяви, че държавният секретар Хилари Клинтън е изпратила „сигнал“ към "някои актьори в нашата страна ”; неговите коментари бяха разглеждани като индикация за срив в усилията на администрацията на Обама да „reset“ (поднови) отношенията.
До 2012 г. стана ясно, че истинският рестарт никога не се е случил и отношенията остават „кисели“. Фактори за това в Запада включват традиционно недоверие и страх, нарастващо отклонение от демокрацията от страна на Русия и търсене в Източна Европа за по-тясна политическа, икономическа и военна интеграция. В Русия фактори включват както се спомена по горе, отдръпване от демокрацията, но също така очаквания за възстановяване на статута на свръхсила и тактиката за манипулиране на търговските политики и насърчаване на разделенията в НАТО.

## Между изборите през 2016 в САЩ и встъпването в длъжност на президент Тръмп
В средата на ноември 2016 г., малко след избирането на Доналд Тръмп като президент на САЩ, Кремъл обвини администрацията на президента Барак Обама, че се опитва да навреди на отношения на САЩ с Русия до такава степен, която би направила нормализирането ѝ невъзможно за администрация на Доналд Тръмп.
В обръщението си към руския парламент от 1 декември 2016 г. руският президент Путин каза следното за отношенията между САЩ и Русия: „Готови сме да си сътрудничим с новата американска администрация. Важно е отношенията да се нормализират и да започнат да се развиват двустранни такива като се правят еднакви взаимни усилия от страна на Русия и САЩ с цел решаване на глобални и регионални проблеми които би били в интерес на целия свят.“
В началото на декември 2016 г. Белият дом заяви, че президентът Обама е наредил на разузнавателните агенции да преразгледат доказателства за намеса на Русия в президентската кампания през 2016 г. В същото време американската преса публикува съобщения, позовавайки се на висши служители на администрацията, че американските разузнавателни служби, по-специално ЦРУ, са заключили „силно убедени“, че Русия е действала тайно в последните етапи на президентската кампания, за да навреди на шансовете на Хилари Клинтън и да помогне на Доналд Тръмп. Новоизбраният президент Доналд Тръмп отхвърли оценката на ЦРУ, че Русия стои зад усилията на хакерите да овладеят кампанията в негова полза като „смешна“.
Законът за националната отбрана за финансовата 2017 година, подписан от президента Обама на 23 декември 2016 г., бе критикуван от руското външно министерство като още един опит да се създадат проблеми за предстоящата администрация на Тръмп и да се усложнят отношенията му на международната сцена. както и като принуждаване за приемане на анти-руска политика.
В края на 2016 г. новоизбраният президент на САЩ Доналд Тръмп похвали руския президент Владимир Путин за това, че не е изгонил американските дипломати в отговор на експулсирането от страна на Вашингтон на 35 руски дипломати, както и на други наказателни мерки, предприети от администрацията на Обама.
На 6 януари 2017 г., офиса на директора на националното разузнаване (ODNI), в оценка на „руските дейности и намерения в последните избори в САЩ“, заяви, че руското ръководство е предпочело кандидатурата за президент на Тръмп пред Клинтън и че руският президент Владимир Путин лично е наредил „кампания за влияние“, която да навреди на шансовете на Клинтън и „да подкопае обществената вяра в демократичния процес на САЩ“.

### 2018
Много необичайно, неочаквано посещение във Вашингтон в края на януари 2018 г. от директорите на трите основни разузнавателни и охранителни агенции на Русия (ФСБ, SVR и GRU), двама от които (Сергей Наришкин и Игор Коробов) бяха в Списъкът със санкции на САЩ и срещите им с висши американски служители в областта на сигурността предизвикаха политически противоречия в САЩ.
Американският въздушен и артилерийски удар срещу проправителствена формация в Източна Сирия на 7 февруари 2018 г., който предизвика масова смърт сред руските граждани и политически скандал в Русия, беше обявен от медиите като „първия смъртоносен сблъсък между гражданите на Русия и Съединените щати след Студената война“ и като „епизод, който заплашва да задълбочи напрежението с Москва“.
Публичното изявление от Владимир Путин на 1 март 2018 г., дни преди президентските избори, за пробивите които Русия е направила при ракетната технология, бяха посочени от служителите на администрацията на Тръмп като до голяма степен хвалби неистини, както и потвърждение, че "Русия повече от десетилетие развива дестабилизиращи оръжейни системи, което е пряко нарушение на задълженията и по редица договори“. Министърът на отбраната на САЩ Джеймс Матис отбеляза, че системите, за които Путин е говорил „са години напред“ и не вижда да променят военния баланс. Независимо от това, вътрешни хора на Белия дом по-късно бяха цитирани да твъдят, че твърденията на Путин „наистина са влязли под кожата на президента“ и са накарали Тръмп да смени тона с по-остър по отношение на Владимир Путин.
На 26 март 2018 г., след препоръката на Съвета за национална сигурност на САЩ, за да покаже подкрепата на САЩ към позицията на Обединеното кралство по отношение на инцидента със Солсбъри, президентът Доналд Тръмп разпореди изгонването на шейсет руски дипломати и закриването на руското консулство в Сиатъл. Руският външен министър Сергей Лавров отговори на неочакваното експулсиране на общо 140 руски дипломати от 25 страни, като обвини американското правителство в „изнудване“ на други народи.
През април 2018 г. отношенията между САЩ и Русия бяха допълнително изострени от ракетни удари срещу сирийското правителство последващи предполагаемото химическо нападение в Доума на 7 април. Страните се сблъскаха дипломатично, като най-висшите военни служители на Русия заплашваха да ударят американски военни бази в случай на масово нападение на САЩ срещу Сирия. В края на май, по време на интервю за RT, президентът на Сирия Башар Асад заяви, че през април е бил предотвратен пряк военен конфликт „от мъдростта на руското ръководство“ между руските сили и американските сили в Сирия и че водената от САЩ ракетна атака срещу Сирия би била далеч по-обширна, ако не е била намесата на Русия.
На 8 юни 2018 г. Тръмп призова Русия да бъде приета обратно в Г-7, от която организация е изгонена след анексирането на Крим през 2014 г.
Публичните изявления на Тръмп по време на неговата първа официална среща с Путин в Хелзинки на 16 юли 2018 г. предизвикаха критики от страна на членовете на Демократическата партия на Конгреса на САЩ и редица бивши високопоставени служители от разузнаването, както и на някои членове на републиканската партия, които изглеждаха, че са на страната на Путин, вместо да приемат констатациите за намеса на Русия в президентските избори през 2016 г., издадени от американската разузнавателна общност. Републиканският сенатор Джон Маккейн нарича пресконференцията „едно от най-позорните изпълнения на един американски президент в историята“.

## От встъпването на Тръмп в длъжност до днес
Седмица след влизането на Доналд Тръмп в Белия дом на 20 януари 2017 г. той проведе 50-минутен телефонен разговор с руския президент Владимир Путин, който беше приветстван от двете правителства като стъпка към подобряване на отношенията между САЩ и Русия; президентите се съгласиха да организират среща на по-късен етап.
В началото на март 2017 г. американските военни за първи път публично обвиниха Русия, че е разположила наземна крилата ракета (SSC-8), която според тях е нарушила „духа и намерението“ на договора за ядрените сили от 1987 г. (INF) и представлява заплаха за НАТО.
На 25 март 2017 г. САЩ наложиха нови санкции срещу осем руски компании във връзка с Иран, Северна Корея и Закона за неразпространението в Сирия (INKSNA).
Ракетните удари по сирийската авиобаза „Шайрат“, извършени от САЩ на 7 април 2017 г. в отговор на химическата атака на хан Шейхун, бяха осъдени от Русия като „акт на агресия“, което значително наруши отношенията между Русия и САЩ. Руският премиер Дмитрий Медведев заяви, че нападението е поставило САЩ на прага на война с Русия.
Както Доналд Тръмп през април, така и руското правителство през май характеризираха отношенията между страните като замразени и с липса на какъвто и да било напредък. В началото на юни Владимир Путин каза, че отношенията са в най-ниското си ниво от края на Студената война.
В средата на юни 2017 г. руското външно министерство потвърди, че за първи път Русия не е получила официален поздрав от правителството на САЩ по повод националния ден на Русия, който се отбелязва на 12 юни.
През април 2017 г. администрацията на Тръмп отхвърли искането на ExxonMobil да му позволи да възобнови нефтеното сондиране в Русия. През юли 2017 г. ExxonMobil заведе дело срещу правителството на САЩ, оспорвайки констатацията, че компанията е нарушила санкциите, наложени на Русия.
На 10 май 2017 г. Тръмп проведе внезапна среща в Овалния кабинет с руския външен министър Сергей Лавров и руския посланик в Съединените щати Сергей Кисляк. По време на срещата той разкри секретна информация, като предостави подробности, които биха могли да бъдат използвани, за да се извлече източникът на информацията и начина, по който е събрана, според настоящи и бивши държавни служители. Въпреки че разкриването не е било незаконно, то беше широко критикувано поради възможната опасност за източника.
В средата на юли 2017 г. руското външно министерство отбеляза, че служителите на американското посолство в Москва, след изгонването на руските дипломати от администрацията на Обама през декември 2016 г., далеч надвишават броя на служителите в руското посолство във Вашингтон и посочва, че руското правителство обмисля репресивното експулсиране на повече от тридесет и пет американски дипломати. На 28 юли Русия обяви наказателни мерки като отговор на допълнителните, кодифицирани санкции срещу Москва, приети от Конгреса. Русия поиска от САЩ да намалят своя дипломатически и технически персонал в московското посолство и консулствата му в Санкт Петербург, Екатеринбург и Владивосток до четиристотин петдесет и пет души – толкова колкото е броя на руските дипломати, командировани в САЩ – до 1 септември. След като законът за санкцията беше подписан на 2 август от Доналд Тръмп, руският премиер Дмитрий Медведев пише, че законът е прекратил надеждата за подобряване на отношенията между САЩ и Русия и означава „пълна търговска война с Русия“.

## Въпросът с Афганистан
Администрацията на Обама работи за разширяване обема на доставките и изпращането на войски в Афганистан. Това става възможно благодарение на споразумението с Русия за ползване на сухопътен и въздушен транзит на войски и доставки за Афганистан. 30% на доставките на войски в Афганистан се осъществяват през Русия. В резултат на споразумението с Русия през юли 2009 г. са прелетели самолети с общо над 35 000 американски пътници и войски за Афганистан.
По време на срещата си на 24 юни 2010, президентът Медведев обещава да осигури още 3 MI-17 хеликоптера за Афганистан.
Русия увеличава помощта си за афганистанското правителство под формата на военна техника и икономическа помощ, докато Международните стабилизиращи сили (ИСАФ) продължават да намаляват присъствието си поради политическа умора. В същото време специалният пратеник на Русия в Афганистан, Замир Кабулов, публично заявява, че има интерес да работи с талибаните за противодействие на присъствието на Ислямска държава в Афганистан. Всеки споделен интерес между Русия и талибаните е временен, но интересът на САЩ и Русия към стабилен и сигурен Афганистан е постоянен.
Без голяма промяна, окончателната победа над талибаните е извън възможностите на афганистанското правителство и ИСАФ. Обаче, отслабването на позицията на талибаните, спирането на импулса и изграждането на по-благоприятна ситуация за мирните преговори са възможни. Администрация на САЩ продължава сътрудничеството си с Русия под формата на укрепване на границите на Централна Азия, като използва руското влияние в Иран, за да намали подкрепата си за талибаните.
В допълнение, работната група за борба с наркотиците на САЩ и Русия установява сътрудничество за намаляване на предлагането на наркотици от Афганистан на руска територия, включително съвместни операции, засилен обмен на информация, спиране на незаконното финансиране на свързани с Афганистан тероризма от трафик, и сътрудничеството в областта на намаляване на търсенето.

## Въпросът с Киргизстан
В отговор на идването на власт на Временно правителство в Киргизстан през април 2010 г., президентите Медведев и Обама и техните администрации, тясно координирани усилията си, за да се укрепи стабилността. След трагичното избухване на насилие в Ош и Джалалабад през юни 2010 г., американски и руски дипломати са тясно координирани общите ни отговори, както в предоставянето на хуманитарна помощ, така и в разработването на многостранен отговор на кризата.

## Въпросът с Грузия
Администрацията на Обама продължава да има сериозни разногласия с руското правителство над Грузия. САЩ продължава да призовава Русия да сложи край на окупацията на грузински територии Абхазия и Южна Осетия, и паралелно работят с руското правителство, за да се предотвратят по-нататъшни военни ескалация в региона.
Американско-руското сътрудничество в управлението на глобалната финансова криза:
Съединените щати и Русия тясно си сътрудничат в рамките на Г-20 относно мерките за справяне с глобалната икономическа криза, както и по координацията на реформа на финансовото регулиране. В допълнение, Съединените щати и Русия са работили за подобряване на управлението и капацитета на Международния валутен фонд и Световната банка.

## Енергийна ефективност
Планът за действие и сътрудничество включва прилагане на управление на енергията и технически програми за подобряване на енергийната ефективност в сгради в обществения сектор на Русия и САЩ. САЩ и Русия се споразумяват също така да се разработят финансови механизми, за да се помогне за създаване на стимули за инвестиции на малки и средни частни фирми за насърчаване на енергийната ефективност и чистите технологии.

## Военно сътрудничество
Русия и Съединените щати се съгласяват да подновят двустранното военно сътрудничество и да има одобрен работен план за него по Закона за отбраната. Русия и Съединените щати също така си сътрудничат успешно и в борбата с на анти-пиратски операции край бреговете на Сомалия и се ангажират да засилят борба с него.
Подкрепа на хората:
Образованието, културата, спортът и медиите са главен ресурс за обществото. САЩ и Русия разширяват и обогатяват връзките между руснаци и американци чрез обмен на изкуства, спортни дипломации, културни представления, изложби, както и ангажимент чрез традиционните и социалните медии да се популяризира всичко това. На 24 юни 2010 г. президентите Обама и Медведев издават Съвместна декларация относно връзката „хора за хора“, който да посочва споделено желание да се увеличат международните контакти.

## Разширяване на търговията и инвестициите
„Boeing“ подписват предложение за продажба на седемстотин тридесет и седем самолета „Boeing“ с потенциална допълнителна продажба на 15 самолета на руската авиокомпания „Аерофлот“. Няколкото милиарда долара за продажба ще доведе до създаването на приблизително 44 000 нови работни места в тази индустрия.
През юли 2009 г. PepsiCo обяви, че ще инвестира близо един милиард щатски долара в напитки и съоръжения за производство на храни в Русия, включително и нов завод за бутилиране в Домодедово, Москва.
През април 2010 г., International Paper и „Илим целулоза“ обявяват инвестиция от 700 милиона щатски долара за изграждане на нова фабрика за сулфатна целулоза в Братск. Същия месец, Deere & Company обяви откриването на ново производство и дистрибуция на съоръжение, в размер на приблизително 500 милиона щатски долара.
През май 2010 г., Kimberly-Clark обяви откриването на завод за 170 милиона долара в Московска област, произвеждащ пелени.
На 4 юни 2010 г., GE влезе в Меморандум за разбирателство с руски държавни корпорации за руски технологии, за да преследва стратегически отношения на сътрудничество за производство и дистрибуция на промишлени продукти, необходими за справяне с нарастващите изисквания инфраструктура на Русия.
Меморандумът за разбирателство специално разсъждава върху формирането на съвместни предприятия в областите на производството на електроенергия.
На 17 юни 2010, Chevron Corp. и ОАО „Роснефт“ се договарят да проучват за нефт и природен газ на блок в Черно море. Един проект, който може да доведе до повече от 1 трилион рубли (32 млрд. долара).
На 23 юни, по време на посещението на президента Медведев в Силициевата долина, Cisco обяви залог от един милиард долара в инвестиции през следващите десет години в технологични проекти в Русия.
Руското правителство либерализира визовия режим и изискванията за регистрация на квалифицирани работници, идващи да работят в областта на иновациите.

## Съединените щати след края на Студената война в години
- 1992 – Елцин на посещение в Съединените щати.
- 1992 – Русия присъства на срещата на върха във Вашингтон.
- 1994 – Първа съвместна американско-руска космическа мисия на совалки.
- 1996 – Ратификация на START 2 договор.
- 1998 – Стартиране на Международната космическа станция.
- 2002 – Американският президент Джордж Буш и руският президент Владимир Путин се срещат в Москва и да подписват договор за стратегическите нападателни намерения и декларация за нова стратегическа връзка.
- 2007 – Русия предлага на САЩ да постави система за противоракетна отбрана в Азербайджан.
- 2009 – Русия се съгласява да позволи доставки на НАТО да преминават през Русия на път към Афганистан.
- 2010 – Русия и САЩ постигат окончателен консенсус по отношение на подмяна на START, дава се възможност за подписване на новия договор START на 8 април.

## Виж още
- Отношения между Русия и НАТО
- Отношения между Русия и Иран